# Trioceros laterispinis
Trioceros laterispinis là một loài thằn lằn trong họ Chamaeleonidae. Loài này được Loveridge mô tả khoa học đầu tiên năm 1932.